# National Weather Service
Der National Weather Service (NWS; deutsch Nationaler Wetterdienst) ist eine von sechs wissenschaftlichen Einrichtungen, die zur National Oceanic and Atmospheric Administration (NOAA) der Vereinigten Staaten von Amerika gehören. Der NWS wurde früher unter dem Namen Weather Bureau geführt. Seine Aufgaben bestehen darin, hydrologische Informationen bereitzustellen, Wetter- und Klimavorhersagen zu liefern und Warnungen für das Staatsgebiet der Vereinigten Staaten und seiner angrenzenden Gewässer und Ozeane herauszugeben, zum Schutz von Leben und Volkseigentum sowie zum Nutzen der nationalen Ökonomie. Dies erfolgt durch eine Reihe nationaler und regionaler Zentren sowie mittels 122 lokaler Büros zur Wettervorhersage (weather forecast offices, WFOs). Da das NWS eine staatliche Einrichtung des Bundes ist, hat der Großteil seiner Produkte den urheberrechtlichen Status von Arbeiten der US-Regierung (public domain).

122 Dienststellen des NWS für die Wettervorhersage (forecast offices)

## Gliederung
Der Nationale Wetterdienst der Vereinigten Staaten gliedert sich wiederum auf in die Nationalen Zentren zur Umweltvorhersage.